# Solfara
(Booker T. Washington; (1912) The Man Farthest Down: A Record of Observation and Study in Europe)

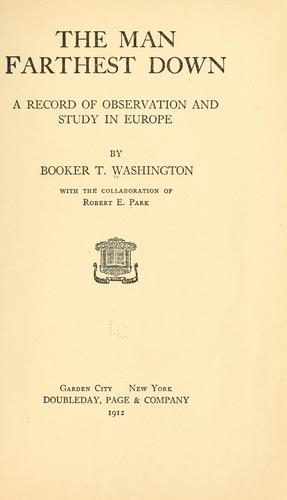
The man farthest down a record of observation and study in Europe
di Booker T. Washington che da bambino fu uno schiavo

La solfara o zolfara, in lingua siciliana pirrera, è una miniera di zolfo che può essere intesa sia come una vera e propria miniera, ma anche come un semplice scavo superficiale e più o meno esteso (cava), non va confusa con la solfatara. Il termine pirrera viene dal francese perrière.
Da un punto di vista tecnico, la solfara è un «giacimento sotterraneo di rocce sedimentarie calcareo-argillose ricche di zolfo».
Il minerale presente nelle solfare è presente insieme al gesso e alle marne o trubi della cosiddetta formazione gessoso-solfifera del miocene superiore; geologicamente analoghe alle solfare siciliane sono le solfare della Romagna e delle Marche.
In genere si parla di solfara quando vi sono lavori di escavazione del terreno che sono di proprietà di un solo proprietario o di una sola amministrazione.
Spesso sono presenti gallerie comunicanti tra diverse solfare ma anche solfare composte da singole gallerie isolate.
Inoltre le solfare erano costituite da una varietà e quantità di operai impiegati, si andava da quelle piccolissime con due o tre operai minatori (sulfarari) a quelle potevano arrivare fino a 900 lavoranti vari, insieme ai minatori veri e propri.
Il nome delle solfare di solito prende origine dal nome del proprietario del terreno, spesso un latifondista, oppure dall'antroponimo (oronimi) della località in cui essa si trova.
Lo zolfo e la sua economia, per il territorio del centro Sicilia del XIX secolo, fu un importantissimo volano di sviluppo economico, infatti, allora lo zolfo e l'acido solforico raggiunsero un ruolo paragonabile a quello odierno del petrolio.
A causa delle esalazioni sulfuree presenti nell'atmosfera, molto spesso si associa l'odore presente nelle zone limitrofe alla sulfara al tipico aroma di uova marce e flatulenze.

## Storia

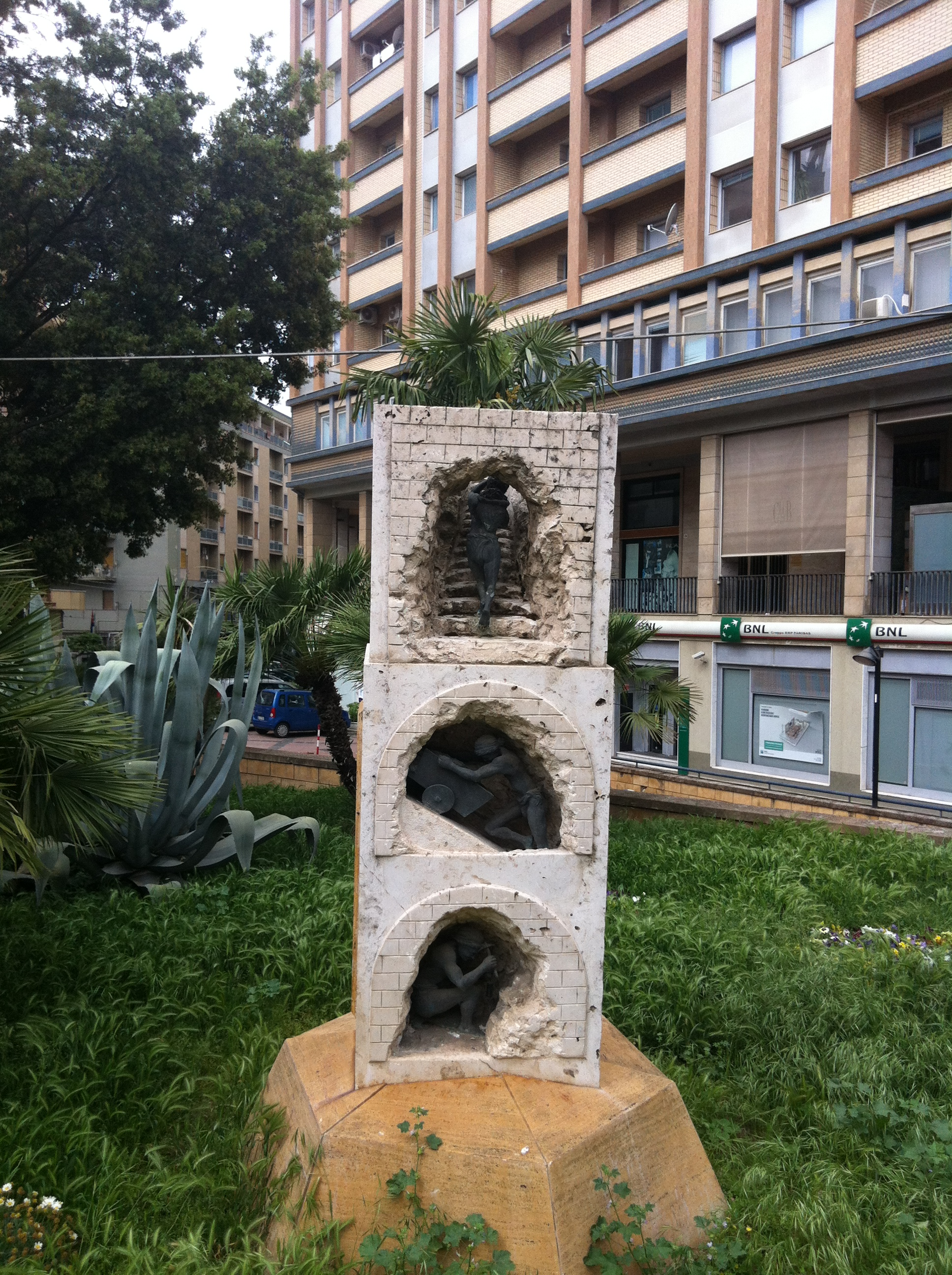
Monumento del lavoro in miniera posto a Caltanissetta

L'area interessata dai grandi giacimenti è quella centrale dell'isola ed è compresa tra le province di Caltanissetta, Enna e Agrigento: L'area è anche nota ai geologi come altopiano gessoso-solfifero. Quest'area mineraria si estendeva tuttavia anche fino alla provincia di Palermo con il bacino di Lercara Friddi e alla provincia di Catania di cui faceva parte fino al 1928 una parte dell'attuale provincia di Enna; essa è quella nella quale nell'ultimo quarto di millennio si è svolta l'estrazione, la lavorazione e il trasporto dello zolfo. Per un certo periodo ha rappresentato anche la massima zona di produzione a livello mondiale.

### Periodo ante 1830
Agli inizi del 1700 si conoscevano le seguenti solfare attive la solfara Galati nei pressi di Barrafranca, la solfara Torre nei pressi di Castrogiovanni oggi Enna, la solfara Stincone nei pressi di San Cataldo, la solfara Vodi nei pressi di Assoro, la solfara Collorotondo nei pressi di Cattolica Eraclea e la solfara Montegrande nei pressi di Palma di Montechiaro.
Di queste sei solfare si hanno poche notizie, salvo il fatto che vi lavoravano circa 100 operai in tutto; forse non tutte furono in attività contemporaneamente e la produzione annua complessiva stimata è stata non superiore a 500 tonnellate di zolfo.
Esisterebbero notizie storiche che parlano di un'attività estrattiva dello zolfo antecedente a queste sei solfare, ma l'autore non ritiene possa parlarsi di un'attività estrattiva da miniera, quanto piuttosto asportazione di materiale solfifero presente in affioramenti superficiali presenti sul terreno agricolo. Di questa attività si hanno notizie a partire dal XII secolo..
Un decreto dell'8 ottobre 1808 emanato da Ferdinando di Borbone eliminò il diritto di esclusiva da parte dello stato sul sottosuolo, eliminando l'obbligo della decima a fronte del pagamento una tantum di Lire 127,50 in cambio di nessuna contropartita da parte del proprietario del suolo. Questo decreto diede un impulso notevole allo sviluppo dell'industria mineraria siciliana, ma comportò una serie di conseguenze sociali ed economiche che caratterizzarono in modo marcato ed esclusivo lo sviluppo del territorio.

### Periodo 1830-1861
Con lo sviluppo dell'industria chimica in Francia e in Inghilterra, vi fu una grande richiesta di acido solforico per la produzione della soda ottenuta con il Processo Leblanc (1787), cosa questa che fece aumentare le richieste di zolfo.
Lo zolfo inizialmente era un materiale esportato secondario, esso era un riempitivo nel carico delle navi dopo il grano, il vino, le mandorle ed altro. Divenne poi a partire dal 1830 con l'aumentare della richiesta internazionali, il materiale di esportazione prevalente della Sicilia.
Inizialmente vennero preferiti, per la vicinanza con i siti di produzione, i porti meridionali di Sciacca e Terranova oggi (Gela), successivamente quello di Porto Empedocle e quindi dopo qualche decennio diventò importante il porto di Catania a nord del quale sorsero varie fabbriche di raffinazione e lavorazione dello zolfo.

### Periodo 1861 1918
Le zolfare siciliane in attività nel 1878 erano 292 delle precedenti 636.
La produzione passò da 180.199 del 1870 a 312.921 tonnellate del 1880.
A tutto il 1886 erano note 280 località con 373 miniere attive e 291 inattive; considerando anche i siti completamente abbandonati si ha un totale di circa 700 solfare. Con una quantità di zolfo prodotta, complessivamente a quella data, di 9.626.643 tonnellate.
La produzione massima, con l'impiego di 38.200 addetti complessivi, si ebbe nel 1899 quando erano in funzione 733 solfare. Furono prodotte 3.555.000 tonnellate di zolfo in ganga, per un equivalente di 537.000 tonnellate di zolfo puro. Questa quantità rappresentò l'equivalente di circa 4/5 della produzione mondiale.
Nel 1910, con la legge n. 333 del 15 luglio 1906 il Consorzio obbligatorio per l'industria zolfifera siciliana con il compito di regolare il mercato della produzione per evitare il ripetersi di disastrose situazioni di sovra-produzione. Il Consorzio pagava i produttori dello zolfo in base alla qualità dello stesso e anticipava una somma per poi saldare il tutto alla vendita dello stock.

#### Scuola mineraria
Nel dicembre del 1862 con l'arrivo di Sebastiano Mottura a Caltanissetta nasceva la prima scuola mineraria d'Italia.

### Periodo 1918 1945
Il 29 luglio 1927 fu varata la legge n.1443 che aboliva la proprietà privata del sottosuolo, da quel momento cessava la contrattualistica tipica dei proprietari terrieri e degli affittuari. Nel 1939 nasceva l'Ente Nazionale dello Zolfo o Ente nazionali Zolfi.

### Periodo 1945 1975
Nel 1964 la Regione Siciliana creò l'Ente Minerario Siciliano (E.M.S) che provvide a controllare e regolare tutte le attività produttive. Nel 1967 le miniere sopravvissute confluirono nella Società Chimica Mineraria Siciliana, la SO.CHI.MI.SI.
A tutto il 1970 rimanevano attive dodici miniere con circa tremilacinquecento lavoratori occupati: Ciavolotta, Cozzo Disi, Gibellini, Lucia e Stretto Cuvello in provincia di Agrigento; Gessolungo, La Grasta, Muculufa e Trabonella in provincia di Caltanissetta; Floristella, Giumentaro e Zimbalio Giangagliano in provincia di Enna.

### Periodo della chiusura
Successivamente rimasero, con la Legge Regionale del 6 giugno 1975, n. 42, autorizzate a proseguire l'esercizio delle miniere Cozzodisi, Lucia e Ciavolotta in provincia di Agrigento; Gessolungo, con annesso impianto di flottazione di Trabonella, e La Grasta in provincia di Caltanissetta; Floristella, Giumentaro e sezione Giangagliano della miniera Zimbalio-Giangagliano in provincia di Enna, perché presentavano caratteristiche giacimentologiche più favorevoli e una struttura tecnica più efficiente tra quelle in esercizio all'epoca. mentre erano obbligate a chiudere: Gibellini, Stretto Cuvello, Muculufa, Trabia, Trabonella (esclusa la flottazione), Zimbalio-Giangagliano, limitatamente alla sezione Zimbalio.
Infin, dopo pochi anni la Legge Regionale del 1988 n. 34 pose fine definitivamente a tutte le attività di tutte le miniere di zolfo siciliane e con essa si chiuse definitivamente un importante capitolo economico e sociale della storia di Sicilia e dell'Italia.

## Organizzazione del lavoro
L'assetto produttivo delle solfare siciliane è diretta emanazione del sistema produttivo di tipo feudale che era in vigore nel XVII E XVIII secolo in Sicilia. Risultando così molto legato alle tradizioni agrarie del territorio dove era diffuso il latifondo cerealicolo e zootecnico, tanto da contrassegnare, in modo peculiare, lo sviluppo sociale ancor prima che economico del centro Sicilia.
Il proprietario del terreno spesso un feudatario, con un atteggiamento tipico dei latifondisti terrieri, preferiva una rendita di posizione piuttosto che tentare un'impresa industriale volta allo sfruttamento del giacimento, provvedendo a reinvestire i profitti in un miglioramento delle strutture industriali.
La maggior parte dei proprietari preferivano suddividere i bacini minerari per avere una rendita maggiore nel breve periodo, depauperando irrimediabilmente il giacimento.
Furono pochissimi coloro che in modo più lungimirante invece agirono da proprietari ed industriali; tra questi i fratelli Romeo, che, oltre la propria, avevano in gabella 45 solfare tra le quali quelle dei duchi Notarbartolo a Villarosa, del barone Pandolfi ad Agira ed ancora la grande miniera Floristella dei Pennisi a Valguarnera.
Poi la ditta Florio che coltivava 26 solfare, tra cui quelle della principessa di Pantelleria a Racalmuto e a Bompensiere, dei padri Benedettini a Sutera, del marchese Paternò a Raddusa.
Infine la ditta Gaspare Lo Giudice gestiva le zolfare nella zona di Aragona e Comitini e quelle del bacino minerario nisseno di proprietà delle famiglie Curcuruto e Giordano.
Altri importanti produttori che possedevano in gestione importanti campi minerari furono i fratelli Giusto, la società di Grane, Polis e Wood, il barone Riso, e i fratelli Salamone.
Inoltre, ancora furono pochi i proprietari che lasciarono indivisi i campi minerari, dandoli in gabella a veri industriali per l'apertura di grandi miniere, tra questi i Lanza di Trabia per la solfara Grande e la solfarella di Sommatino, i Morillo di Trabonella per la miniera omonima a Caltanissetta, i Pignatelli Fuentes per la Tallarita a Riesi, i Pennisi per la Floristella a Valguarnera, i Sant'Elia per la Grottacalda a Piazza Armerina e pochi altri latifondisti.
Solamente il 18% (98 su 510 miniere attive) dei proprietari terrieri nel 1894 coltivava personalmente le miniere, l'82% di tutte le miniere attive era ceduto a gabella, percependo mediamente un rendimento del 22%.
Nella maggioranza dei casi, in sintesi, il lavoro in miniera riprodusse gli schemi del lavoro agricolo contrassegnandolo però con una pericolosità e povertà più marcata.
(Leonardo Sciascia, 1970 cit. da R. Scrofani)
Inoltre, la strategia di sfruttamento economico delle zolfare era chiamata "a rapina", dal momento che l'unico obiettivo era quello di estrarre quanto più minerale possibile, senza alcuna preoccupazione per la futura prospettiva economica della solfara stessa e, ancor meno, per la sicurezza dei minatori.
Un altro elemento di negatività era rappresentato dal fatto che spesso la solfara si estendeva nel sottosuolo, seguendo le vene produttive di materiale solfifero, attraverso diversi appezzamenti terrieri soprastanti, con la conseguenza della necessità di esistenza di sistemi di condominio per la gestione della stessa miniera. Spesso, anche, la parcellizzazione della proprietà mineraria era dovuta alla suddivisione della proprietà lungo assi ereditari.
Da un punto di vista ambientale il tutto creava anche una tensione sociale tra la miniera, con il facile arricchimento economico dei feudatari, e il lavoro agricolo dei campi, soprattutto per la primitiva tecnologia produttiva delle calcarelle e calcaroni altamente inquinanti. Tecnologia che finiva per impoverire in modo marcato la produttività dei campi; rendendo per altro l'economia dei comprensori mono-prodotto, con la conseguenza, che la crisi dello zolfo si ripercuotette in modo eccessivo sui territori privi di valide alternative economiche. Il risultato di tutto il processo produttivo dell'economia della zolfo fu quello di produrre un'«effimera ricchezza riservata a pochi eletti».

### Contratto di gabella
Tipicamente la gestione della miniera o solfara era regolata da un contratto di gabella; dove il proprietario del terreno, spesso era un Feudo, concedeva lo sfruttamento del sottosuolo ad un imprenditore per un periodo variabile in cambio di una remunerazione pari ad una percentuale del ricavato della miniera stessa. Questa pratica veniva chiamata estaglio che nei fatti è un pagamento equivalente al cottimo.
Questa pratica di solito comportava per il gabellota il pagamento in natura (zolfo raccolto) al proprietario del terreno fino al 30% del ricavato annuo; inoltre il contratto aveva una durata relativamente breve da 9 a 25 anni. Spesso non consideravano le variabili che rendevano diversi i vari giacimenti tra loro, quali per esempio il regime delle acque, la resa del minerale nella ganga, la profondità del giacimento ecc.
Tutto ciò faceva sì che lo sfruttamento del sottosuolo avvenisse senza una programmazione e senza investimenti di lungo periodo che avrebbero poi consentito un più ottimale sfruttamento del giacimento.
A rendere più difficile un investimento di lungo periodo era anche il fatto che il contratto di solito prevedeva che tutte le opere e migliorie fatte dall'affittuario divenissero di proprietà effettiva del proprietario del fondo, senza alcun indennizzo per lo stesso.

## Attori della solfara
- Proprietario della solfara
- Ingegnere
- Direttore
- Gabelloto
- Commissionario o capitalista sborsante
- Capomastro
- Pirriatura
- Spisalora
- Acqualora
- Scarcaratura
- Arditura
- Carrittera
- Carusi

Addetti al trasporto del materiale solfifero dalla profondità delle miniera, dove veniva estratto dai picconieri (pirriatura), fino alla superficie della miniera all'esterno trasportando a spalla, su semplici canestri, pesi di alcune decine di kg. Di età compresa tra i 7 e i 18 anni, venivano arruolati con il metodo del soccorso morto dalle povere famiglie di origine. Lavoravano dall'alba al tramonto in piccoli gruppi alle dipendenze del picconiere che li aveva "arruolati", senza alcun rispetto per la loro integrità e salute fisica.

(Booker T. Washington; (1912) The Man Farthest Down: A Record of Observation and Study in Europe)
- Ricevitori
- Marchieri
- Picconieri

## Aspetti sociologici nel comprensorio minerario siciliano

### Mafia e miniere
Nel 2013 ricercatori dell'Università di Bergamo e Bologna hanno studiato in modo scientifico l'emersione del fenomeno mafioso in relazione alla grave mancanza del controllo del diritto di proprietà da parte dello stato. Lo studio sostiene che la forte domanda internazionale di zolfo favorì la domanda di protezione da parte dei privati proprietari, ma anche l'opportunità di appropriazione attraverso l'estorsione degli affitti, ciò avrebbe favorito in ultima analisi l'emergere delle organizzazioni maﬁose che erano specializzate in tali attività estorsive. Il dato viene confermato con l'osservazione che i comuni con più alta disponibilità di zolfo furono i primi a mostrare attività mafiose. Infatti a partire dagli anni '20, i due più noti boss mafiosi dell'epoca, Calogero Vizzini e Giuseppe Genco Russo, furono azionisti o gabelloti di diverse solfare del circondario nisseno.

### Documenti
- Vari, Società Nissena di Storia Patria -Caltanissetta, su storiapatriacaltanissetta.it, Anno VI, n°11 -,  pp. 95-159.
- Delibera Commissariale n. 134, Provincia Regionale di Caltanissetta (PDF), su provincia.caltanissetta.it, 31 luglio 2012.
- Area Servizi Tecnici 8° Settore, Trasferimento di minerali, pietre e fossili dagli attuali locali dell’Istituto “Sebastiano Mottura” di Caltanissetta, alla nuova sede del Museo della Zolfara in Caltanissetta. Affidamento servizio. CIG. Z3F06DC391 (PDF), su provincia.caltanissetta.it, Provincia di Caltanissetta, n. 117 del 24 ottobre 2012.
- Carta Geologica d'Italia - Caltanissetta Foglio 631, su isprambiente.gov.it, Servizio Geologico D'Italia (archiviato dall'url originale il 4 marzo 2016).
- Piano Territoriale Paesistico della Provincia di Caltanissetta (PDF), su criea.eu (archiviato dall'url originale l'8 aprile 2014).
- (EN) 2009 Publications Directory (PDF), su sulphurinstitute.org.

### Testi
- Baldanza, Burgio, Di Maria, Foto di Pitrone, Il Museo Mineralogico e Paleontologico e dell Zolfara, Caltanissetta, Salvatore Sciascia Editore, 1990.
- Sicilia, Touring Editore, 1989,  pp. 491– (snippet), ISBN 978-88-365-0350-6.
- Italia Nostra Associazione Nazionale per la tutela del Patrimonio Storico, Artistico e Naturale della Nazione, Italia Nostra n.457 - Gangemi Editore spa, Gangemi Editore spa, 12 novembre 2011T11:50:23,  p. 5, ISBN 978-88-492-7042-6.
- Michele Curcuruto, I signori dello zolfo. Personaggi, vicende, aneddoti della borghesia mineraria siciliana fra '800 e '900, Lussografica, 2001.
- Gaetano Calabrese, Gli archivi d'impresa in Sicilia: una risorsa per la conoscenza e lo sviluppo del territorio, FrancoAngeli, 2007,  p. 223, ISBN 978-88-464-8835-0.
- Salvatore Galletti, Súrfaru e surfarara: zolfo e zolfatari, Lussografica (snippet), 1996.
- Giuseppe Maurici e Roby Manfrè Scuderi, Sicilia, Touring Editore, 2001,  p. 28, ISBN 978-88-365-2044-2.
- accessdate23 July 2013 Giuseppe Barone e Claudio Torrisi, Economia e societa nell'area dello zolfo, secoli XIX-XX, Salvatore Sciascia, 1989. pp. 524
- Pietro Tucci ispettore scientifico alle zolfare. Inventario a cura di Claudio Torrisi, Archivio di Stato, Caltanissetta 1991, pp. 53.
- Zolfarai e società a Caltanissetta. Cronaca di uno sciopero (Aprile-Agosto 1903). Catalogo della mostra documentaria, Archivio di Stato, Caltanissetta 1985, pp. 58.
- Archivio di Stato di Caltanissetta e Marzia Privitera, Il corpo delle miniere e l'area dello zolfo in Sicilia: secoli XIX - XX, Lussografica, 2000, ISBN 978-88-8243-039-9. URL consultato il 23 luglio 2013. pp. 243
- Atti della Società toscana di scienze naturali, residente in Pisa: Memorie, Serie A., La Sicietà, 1989.
- Yin Hongfu, J.M. Dickins, G.R. Shi, Tong Jinnan, Permian-Triassic Evolution of Tethys and Western Circum-Pacific, Elsevier, 10 maggio 2000,  p. 69, ISBN 978-0-08-053865-5. URL consultato il 23 luglio 2013.
- Rolf Bernhard Behrmann, Appunti sulla geologia della Sicilia centro-meridionale Riassunto del rapporto presento al Ministero delle corporazioni sugli studi geologici eseguiti per ricerche petrolifere, 1938. URL consultato il 23 luglio 2013.
- Aureli A. (1994) "Geomorfologia del Bacino del Fiume Salito (parte orientale).
- Giuseppe Maurici e Roby Manfrè Scuderi, Sicilia, Touring Editore, 2001,  p. 25, ISBN 978-88-365-2044-2.
- Steudel, Ralf, Elemental sulfur and sulfur-rich compounds, Berlin, Springer, 2003, ISBN 3-540-40191-1.
- Gerald Kutney, Sulfur: History, Technology, Applications and Industry, ChemTec Publishing, 1º gennaio 2007,  p. 41, ISBN 978-1-895198-37-9.
- A. M. O. Mohamed e M. M. El Gamal, Sulfur Concrete for the Construction Industry: A Sustainable Development Approach, J. Ross Publishing, 2010,  p. 39, ISBN 978-1-60427-005-1.
- Chemistru Experiments, Qasim Ali,  p. 50, ISBN 978-0-307-13574-2.
- Theodore John Kreps, The Economics of the Sulfuric Acid Industry, Stanford University Press, 1938,  p. 90, ISBN 978-0-8047-2151-6.
- John Keahey, Seeking Sicily: A Cultural Journey Through Myth and Reality in the Heart of the Mediterranean, St. Martin's Press, 8 novembre 2011,  p. 68, ISBN 978-1-4299-9067-7.
- Gerald Kutney, Sulfur: History, Technology, Applications & Industry, ChemTec Publishing, 1º gennaio 2007,  p. 75, ISBN 978-1-895198-37-9.
- Abdel-Mohsen Onsy Mohamed e Maisa El-Gamal, Sulfur Concrete for the Construction Industry: A Sustainable Development Approach, J. Ross Publishing, 2010,  p. 39, ISBN 978-1-60427-005-1.

### Testi Storici
- Sebastano Mottura, Sulla Formazione Terziaria, 1872,  pp. 1–72 (Completo).
- Sebastiano Mottura, Sulle ferrovie proposte per la congiunzione delle linee Palermo-Girgenti e Catania-Licata ... (PDF), su archive.org, (Completo).
- Luigi Pirandello, Novelle per un anno - Ciàula scopre la luna, Newton Compton Editori, 10 maggio 2012,  p. 932, ISBN 978-88-541-4039-4.
- Quintino Sella, Epistolario di Quintino Sella: 1879-1881, Archivio Izzi, 2004, ISBN 978-88-88846-00-2.
- Commissione d'inchiesta sull'esercizio delle ferrovie italiane, Atti, Tip. eredi Botta (snippet), 1879.
- Luigi Baldacci, Descrizione Geologica Dell'isola Di Sicilia..., Nabu Press, 5 novembre 2011, ISBN 978-1-271-33995-2.
- Rolf Bernhard Behrmann, Appunti sulla geologia della Sicilia centro-meridionale Riassunto del rapporto presento al Ministero delle corporazioni sugli studi geologici eseguiti per ricerche petrolifere, 1938.
- Ramiro Fabiani, Trattato di geologia, Instituto Grafico Tiberino, 1952.
- Comitato glaciologico italiano, Bollettino del Comitato glaciologico italiano, 1989.
- (EN) Booker T. Washington, The man farthest down a record of observation and study in Europe (PDF), su ia700806.us.archive.org, 1912,  p. 390.